# Aaron Summerscale
Aaron Summerscale (26 de agosto de 1969) es un jugador y escritor de ajedrez inglés, que tiene el título de Gran Maestro desde 1997.

En la lista de Elo de la Federación Internacional de Ajedrez (FIDE) de septiembre de 2015, tenía un Elo de 2418 puntos, lo que le convertía en el jugador número 36 (en activo) de Inglaterra. Su máximo Elo fue de 2520 puntos, alcanzado en la lista de julio de 2001 (posición 485 en el ranking mundial). Summerscale ganó ex aequo el título de campeón británico de ajedrez rápido en 2000.

## Libros
- Summerscale, Aaron (1999). A Killer Chess Opening Repertoire. Globe Pequot. ISBN 978-1-85744-519-0.
- —; Summerscale, Claire (2002). Interview With a Grandmaster. Everyman Chess. ISBN 978-1-85744-243-4.